# Plaza de la Verdad
Plaza de la Verdad es una serie de televisión  que comenzó a transmitir el 24 de noviembre de 2008.

## Trama
Un grupo de amigos, conformado por 10 chicos, se conocen en una plaza al inaugurarse en su condominio al oriente de Peñalolén. Allí al transcurrir los días se transforman en muy buenos amigos y comienzan a contarse sus secretos y lo que piensan, todo visto por los ojos de Basty, el protagonista de la historia.

## Capítulos
La serie consta de 24 capítulos transmitidos desde el lunes 24 de noviembre de 2008 a las 22:00 (hora local).

## Personajes
- Sebastián Basty Monsalve: es el protagonista y narrador de la historia, sabe lo que piensan y sienten sus amigos. Tiene 16 años, vive en la casa N.º 04 y viene de Chillán.
- Alexia Alex Dominguez: es la mejor amiga de Basty, se conocían desde antes de la construcción de la calle, al principio es inocente, pero luego se va por los pasos de Edu. Tiene 16 años, vive en la casa N.º 06 y viene de Peñalolén.
- Yelared Yel Landaeta: es uno de los menores del grupo, segundo después de Joy, mejor amigo de Basty, solitario y que vive con penas. Tiene 13 años, vive en la casa N.º 23 y viene de Cachapoal.
- Johana Joy Agurre: es la menor del grupo, mejor amiga de Ari, que está enamorada de Yel, pero no se atreve a decirlo. Tiene 13 años, vive en la casa N.º 21 y viene de Tocopilla.
- Ramón Mon Cabello: es un chico de una familia de alto nivel, se hace el tonto y le gusta comportarse como un niño pequeño. Tiene 15 años, vive en la casa N.º 29 y viene de La Pintana.
- Paris Ari Rodríguez: es la mejor amiga de Joy, callada y al principio solitaria. Tiene 15 años, vive en la casa N.º 01 y viene de Carahue.
- Eduardo Edu Pérez: es el mayor de todos, de una familia clase media, usa drogas, fuma y bebe, con lo cual ha atraído a algunos de sus amigos a este vicio. Tiene 17 años, vive en la casa N.º 25 y viene de Macul.
- Ginhard Gina González: es una chica normal, la más cuerda de todos. Tiene 14 años, vive en la Casa N.º 07 y viene de Puerto Montt.
- Hugo Gato Fernández: es gay sin reconocerlo, enamorado de Yel, tres años menor, intenta estar con él. Tiene 16 años, vive en la casa N.º 15 y viene de La Habana, Cuba.
- Amylar Amy Contreras: es una chica que llega al tiempo a vivir a la calle. Tiene 13 años, vive en la casa N.º 12 y viene de Concepción.

## Casas
La calle tiene 26 casas, 15 de un lado y 11 del otro, debido a que en este lado está la plaza.
En el lado Oriente están las casas, 01, 03, 05, 07, 09, 11, 13, 15, 17, 19, 21, 23, 25, 27, 29. En el lado Poniente están las casas, 02, 04, 06, 08, 10, la Plaza, 12, 14, 16, 18, 20 y 22.
- Casa N.º 01: vive Ari con su madre, abuela y hermana.
- Casa N.º 04: vive Basty con sus tres hermanos y su padre.
- Casa N.º 06: vive Alex con su madre, su prima y los dos hijos de esta.
- Casa N.º 07: vive Gina con sus padres y su dos hermanos.
- Casa N.º 12: vive Amy con su padre y su hermano.
- Casa N.º 15: vive Gato con su madre y sus cuatro hermanos.
- Casa N.º 21: vive Joy con sus cuatro hermanos, sus padres y su abuelo.
- Casa N.º 23: vive Yel con sus dos hermanos y su padre.
- Casa N.º 25: vive Edu con sus padres, su abuela y su hermana.
- Casa N.º 29: vive Mon con sus padres y su hermana.

- Datos: Q6080228